# Terra indígena e parque nacional Isiboro-Secure

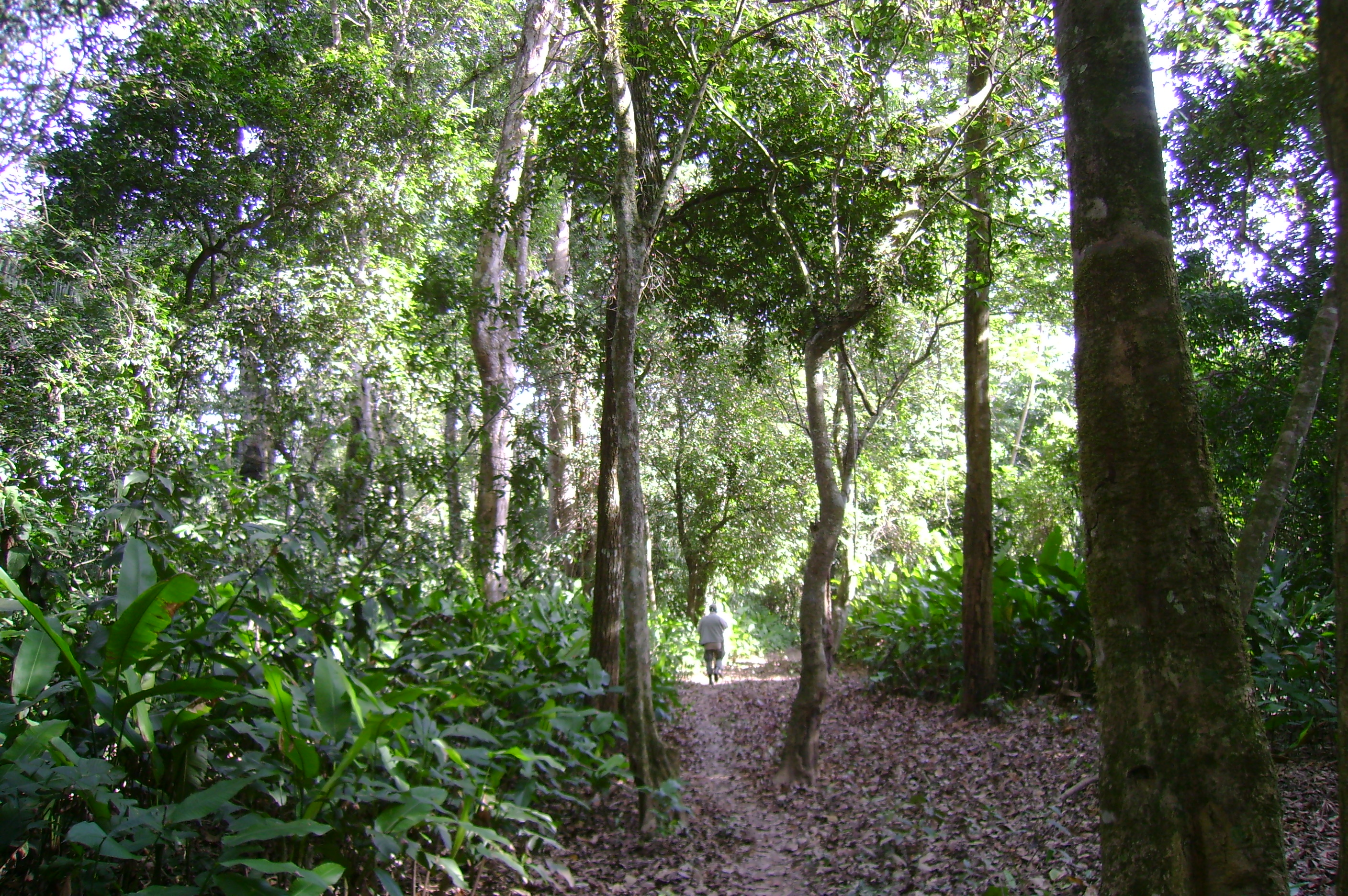
Vista da Terra Indígena E Parque Nacional Isiboro-Secure (TIPNIS)

A Terra Indígena eParque Nacional Isiboro-Secure (TIPNIS) é uma área protegida da Bolívia, criada como Parque Nacional mediante o decreto DS 7401 de 22 de novembro de 1965 e declarado Terra Indígena através do decreto DS 22610 de 24 de setembro de 1990, graças às reivindicações dos povos indígenas da região. Tem cerca de 1.236.296 ha (12.363 km²) e se encontra em zona de alta diversidade biológica.
Está localizada nos departamentos de Beni (província de Moxos) e Cochabamba (província de Chapare). 